# توماس دیلین
توماس دیلین (انگلیسی: Thomas Delaine؛ زادهٔ ۲۴ مارس ۱۹۹۲) بازیکن فوتبال اهل فرانسه است.
از باشگاه‌هایی که در آن بازی کرده‌است می‌توان به باشگاه فوتبال متس و باشگاه فوتبال پاریس اف سی اشاره کرد.